# 拉里翁·谢尔盖
拉里翁·谢尔盖（羅馬尼亞語：Larion Serghei，1952年3月11日—2019年11月5日），罗马尼亚男子皮划艇运动员。他曾代表罗马尼亚参加1976年夏季奥林匹克运动会皮划艇比赛，获得男子双人皮艇500米铜牌。